# هارفي ن. ديفيس
هارفي ن. ديفيس (بالإنجليزية: Harvey Nathaniel Davis)‏ هو أستاذ جامعي أمريكي، ولد في 6 يونيو 1881 في بروفيدنس في الولايات المتحدة، وتوفي في 3 ديسمبر 1952 في هوبوكين في الولايات المتحدة.